# Begonia cordifolia
Espèce
Synonymes
- Begonia cordifolia var. hirta Buxton[1]
- Begonia incarnata Pav. ex A.DC.[1]
- Diploclinium cordifolium Wight[1] [2]

Begonia cordifolia est une espèce de plantes de la famille des Begoniaceae. Ce bégonia est originaire d'Asie du Sud. L'espèce fait partie de la section Diploclinium. Elle a été décrite dans un premier temps par Robert Wight (1796-1872) sous le basionyme de Diploclinium cordifolium, puis recombinée dans le genre Begonia en 1859 par George Henry Kendrick Thwaites (1811-1882). L'épithète spécifique cordifolia signifie « à feuilles en forme de cœur ».

## Répartition géographique
Cette espèce est originaire des pays suivants : Inde ; Sri Lanka.

## Liste des variétés
Selon Tropicos (6 février 2017) (Attention liste brute contenant possiblement des synonymes) :
- variété Begonia cordifolia var. cordifolia
- variété Begonia cordifolia var. hirta Buxton
- variété Begonia cordifolia var. insularis DC.